# Mazarredia torulosinota
Mazarredia torulosinota är en insektsart som beskrevs av Zheng, Z. och Jiang 2005. Mazarredia torulosinota ingår i släktet Mazarredia och familjen torngräshoppor. Inga underarter finns listade i Catalogue of Life.